# ウィットナー
ウィットナー（英語: Wittnauer Watch Co. ）は、かつて存在したアメリカ合衆国の時計輸入業の企業・時計メーカーである。現在はブローバのブランドのひとつ。
1880年（明治13年）、スイスからドイツ系スイス人移民の「アルベルト・ヴィットナウアー」ことアルバート・ウィットナー（英語: Albert Wittnauer）が義弟とともに創業した。
アガシズ（Agassiz）、アンジェラス、オーデマ・ピゲ、ロンジン、トーション（Touchon）等のスイス時計を輸入した。アメリカが輸入時計に高い関税を課したため、後には、エボーシュ（半完成品の機械）をスイスから輸入し、アメリカ国内で組立て、自社ブランドのケースに入れて販売するようになった。エボーシュを供給したメーカーがレビュートーメン（Revue-Thommen）だったため、「Wittnauer Revue」というブランド銘が文字盤に表記されているものもある。
1956年（昭和31年）にボルシーを買収してカメラ業界に参入、翌1957年（昭和32年）から1960年（昭和35年）までの間、ブラウンのカメラを輸入販売した。